# سریع و بی‌باک
سریع و بی‌باک (انگلیسی: Fast and Fearless) فیلمی صامت در ژانر وسترن به کارگردانی ریچارد تورپ محصول سال ۱۹۲۴ کشور ایالات متحده آمریکا است.

## بازیگران
- Buffalo Bill, Jr. در نقش Lightning Bill Lewis
- جین آرتور در نقش Mary Brown
- ویلیام اچ. تارنر در نقش Judge Brown
- George Magrill در نقش Pedro Gómez
- Julian Rivero در نقش Captain Duerta
- امیلی باری در نقش Blanca
- کیوپی کینگ در نقش Fatty Doolittle
- Steve Clemente در نقش Gonzales
- ویکتور آلن در نقش Sheriff Hawkins